# Sydney Charles
Sydney Anicetus Charles (ur. 17 kwietnia 1926 w Saint Joseph w Trynidadzie i Tobago, zm. 4 września 2018 w Saint George’s) – grenadyjski duchowny katolicki, biskup Saint George’s na Grenadzie w latach 1974-2002.

## Życiorys
Święcenia kapłańskie otrzymał w dniu 7 marca 1954 roku.
W dniu 18 listopada 1974 roku papież Paweł VI mianował go biskupem  diecezji Saint George’s na Grenadzie w metropolii Castries. Sakry biskupiej udzielił mu ówczesny arcybiskup Port of Spain Gordon Anthony Pantin w dniu 26 stycznia 1975 roku. W dniu 10 czerwca 2002 roku został odwołany z tej funkcji ze względu na wiek.
Zmarł nad ranem 4 września 2018, w szpitalu w Saint George's.